# Lac de Bettaniella

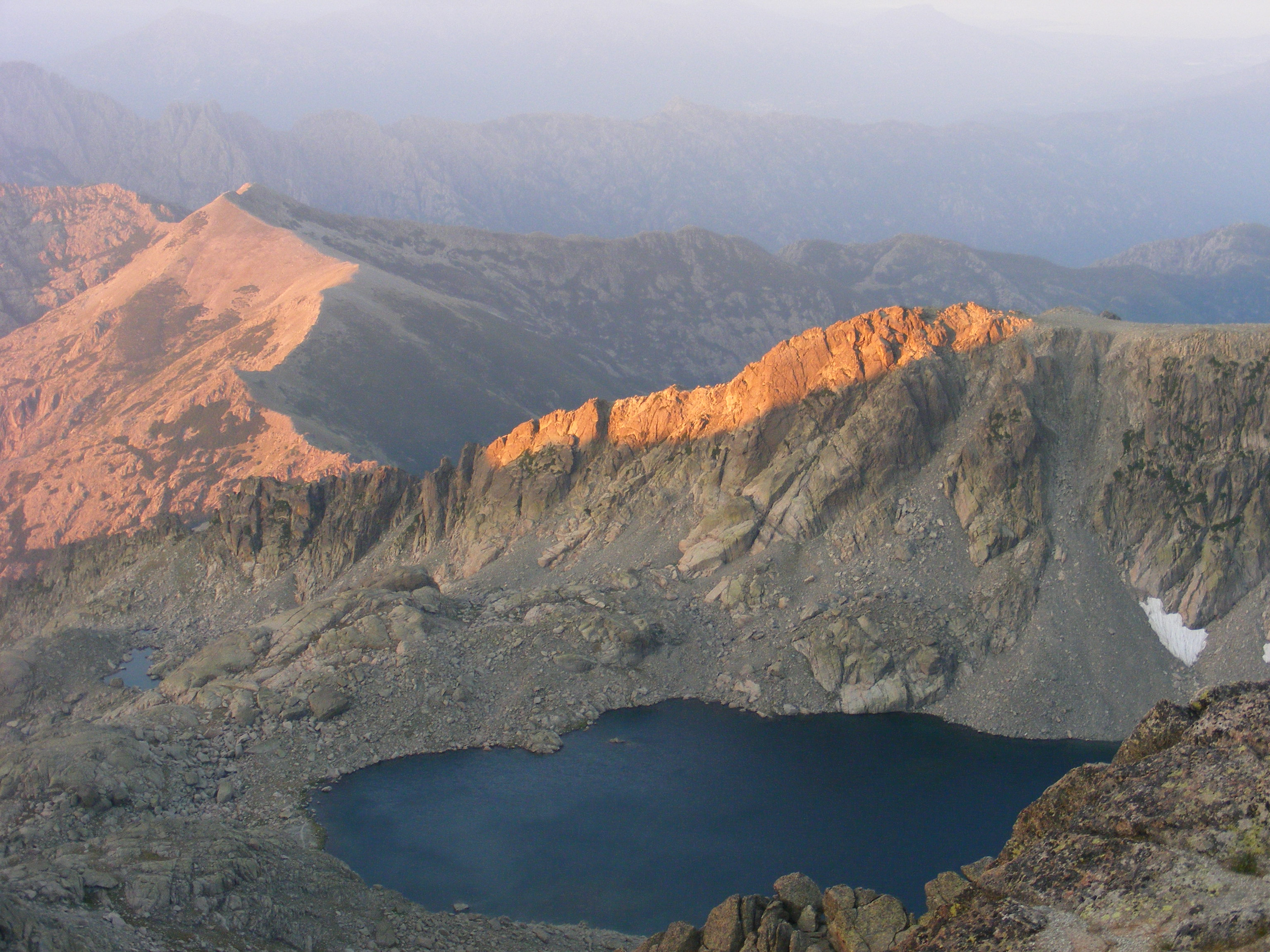
Jezioro Bettaniella oglądane rankiem ze szczytu Monte Rotondo.

Lac de Bettaniella (kors. lavu à a Vetta Niella, Lavu Bellebone na mapach IGN; też: lac du Rotondo, od nazwy dominującego nad nim szczytu Monte Rotondo) – jezioro górskie na Korsyce, największy naturalny zbiornik słodkowodny na tej wyspie.

## Położenie
Leży w centralnej części wyspy, w departamencie Górna Korsyka (choć niespełna 1 km od granicy Korsyki Południowej). Położone jest w masywie Monte Rotondo, w strefie wysokogórskiej, na wysokości 2321 m n.p.m. Szczyt Monte Rotondo (2622 m n.p.m.) wznosi się ok. 600 m na północny wschód od jeziora. Jezioro znajduje się w granicach rezerwatu przyrody Masywu Monte Ritondu (fr. Réserve naturelle du Massif du Monte Ritondu).

## Charakterystyka
Lac de Bettaniella jest jeziorem polodowcowym. Wypełnia kar lodowcowy, utworzony u południowo-zachodnich podnóży Monte Rotondo. Ma nieregularny kształt, jego linię brzegową urozmaica kilka niewielkich cyplów i zatoczek. Dłuższa oś zbiornika leży w linii północny zachód – południowy wschód. Grzbiety otaczające jezioro w większej części są skaliste, zaś stoki strome, prawie pozbawione roślinności.
Ze swoją powierzchnią 7,4 ha jest największym naturalnym jeziorem Korsyki, a z głębokością 35 m - drugim co do głębokości (po Lac de Capitello). Pomimo wysokiego położenia ekspozycja cyrku lodowcowego ku południowemu wschodowi sprawia, że pokrywa lodowa na jeziorze utrzymuje się tylko ok. 7 miesięcy. Przez większą część roku Lac de Bettaniella jest jeziorem bezodpływowym. Nadwyżki wody z topnienia śniegów przelewają się wiosną i wczesnym latem przez próg misy jeziornej w kierunku wschodnim i spływają płytkim wąwozem (fr. Ravin de Monte Rotondo), by na wysokości ok. 1350 m n.p.m. utworzyć z innymi drobnymi ciekami wodnymi potok o nazwie Ruisseau de Manganello.

## Nazwa
Na francuskich mapach IGN jezioro nosi nazwę Lavu Bellebone, zaczerpniętą niewątpliwie od nazwy starego gospodarstwa pasterskiego zwanego Belle e Buone, położonego nad jeziorem na stokach Punta Alle Porte. Pod obecną nazwą oficjalną Lac de Bettaniella występuje w źródłach od początku XX w. Nazwa korsykańska lavu à a Vetta Niella pochodzi od słów "Vetta Niella" (dosł. Czarna Grań), jakimi określano skalisty grzbiet, otaczający jezioro i charakteryzujący się ciemną barwą budujących go skał.

## Turystyka
W odległości ok. 1,5 km na południowy zachód od jeziora przebiega główny szlak turystyczny Korsyki GR 20, przy którym znajduje się znane schronisko Refuge de Petra Piana. Jezioro rzadko kiedy jest celem samym w sobie wycieczek turystycznych. Zwykle bywa odwiedzane „po drodze” podczas wejść ze wspomnianego schroniska na Monte Rotondo przez przełęcz Col du Fer de Lance.